# Lake Wampanoag Wildlife Sanctuary
Das Lake Wampanoag Wildlife Sanctuary ist ein 368 Acres (1,5 km²) umfassendes Schutzgebiet südlich des namensgebenden Sees bei Gardner im Bundesstaat Massachusetts der Vereinigten Staaten. Es wird von der Massachusetts Audubon Society verwaltet.

## Schutzgebiet
Das Schutzgebiet zieht jährlich vergleichsweise nur wenig Besucher an, verfügt aber über eine umso reichhaltigere Flora und Fauna, wozu vor allem Elche, Bären, Hirsche, Luchse und Kojoten gehören. In den Waldbereichen stehen unter anderem Amerikanische Rot-Fichten und Balsam-Tannen. Das ökologisch bewirtschaftete Grünland bietet einen Lebensraum für Reisstärlinge und Grasammern sowie für eine große Artenvielfalt von Libellen und Schmetterlingen. Besuchern stehen 1 mi (1,6 km) Wanderwege zur Verfügung.